# Sant'Atanasio (titolo cardinalizio)
Sant'Atanasio (in latino: Titulus Sancti Athanasii) è un titolo cardinalizio istituito da papa Giovanni XXIII il 22 febbraio 1962 con la costituzione apostolica Prorsus singularia. Il titolo insiste sulla chiesa di Sant'Atanasio, sita nel rione Campo Marzio, la quale è rettoria e luogo sussidiario di culto della parrocchia di San Giacomo in Augusta.
Dal 18 febbraio 2012 il titolare è il cardinale Lucian Mureșan, arcivescovo maggiore di Făgăraș e Alba Iulia.

## Titolari
- Gabriel Acacius Coussa, O.S.B. (22 marzo 1962 - 29 luglio 1962 deceduto)
  - Titolo vacante (1962 - 1965)
- Josyp Slipyj (25 febbraio 1965 - 7 settembre 1984 deceduto)
  - Titolo vacante (1984 - 2012)
- Lucian Mureșan, dal 18 febbraio 2012